# Oxytropis amethystea
Oxytropis amethystea es una de planta de la familia Fabaceae.

## Descripción
Es una planta que alcanza un tamaño de hasta 20 cm de alto y cuyo indumento, no adpreso, es muy denso, de manera indefectible. Hojas de 13-16(20) pares de folíolos, éstos lanceolado-elípticos. La inflorescencia en forma de racimo bastante nutrido (normalmente 10 o más flores) y con pedúnculo. Corola recién abierta de color malva, luego más obscura, de un lila sucio. Frutos de hasta 20 x 7 mm, ± patentes, vellosos, con pelos relativamente largos (de 1 mm). Tiene un número de cromosomas de 2n = 16.

## Distribución y hábitat
Se encuentra en los pastos y crestas calizas, de alta montaña; a una altitud de (2000)2200-2600 m. en el suroeste de los Alpes y Pirineos. 

## Taxonomía
Oxytropis amethystea fue descrita por Jean Maurice Casimir Arvet-Touvet y publicado en Essai Pl. Dauphiné 24. 1871
Etimología
Ver: Oxytropis
amethystea: epíteto latino que significa "de color amatista".
Sinonimia
- Astragalus montanus "L., p.p.B"
- Oxytropis montana subsp. occidentalis (Asch. & Graebn.) Braun-Blanq.[4][5]